# Wahlkreis Main-Kinzig II
Der Wahlkreis Main-Kinzig II (Wahlkreis 41) ist einer von drei Landtagswahlkreisen im hessischen Main-Kinzig-Kreis. Er umfasst die Städte und Gemeinden Erlensee, Großkrotzenburg, Niederdorfelden, Hanau und Maintal im Südwesten des Kreises. Die bis dahin zum Wahlkreis Main-Kinzig I gehörende Gemeinde Niederdorfelden wurde durch Gesetz vom 18. Dezember 2017 (GVBl. S. 478) in den Wahlkreis eingegliedert.

## Wahl 2023
| Landtagswahl in Hessen 2023 – WK Main-Kinzig IIZweitstimmen %403020100 34,2 %19,5 %15,0 %14,7 %5,0 %2,9 %2,9 %1,9 %3,9 % CDUAfDGrüneSPDFDPLinkeFWTierschutzSonst.Gewinne und Verlusteim Vergleich zu 2018 %p 10 8 6 4 2 0 −2 −4 −6+9,0 %p+4,1 %p−4,6 %p−4,2 %p−2,6 %p−3,0 %p+0,2 %p+0,5 %p+0,6 %pCDUAfDGrüneSPDFDPLinkeFWTierschutzSonst. |

| Gegenstand der Nachweisung | Gegenstand der Nachweisung | Erst- stimmen | Erst- stimmen | Zweit- stimmen | Zweit- stimmen |
| Bewerber                   | Partei                     | Anzahl        | %             | Anzahl         | %              |
| -------------------------- | -------------------------- | ------------- | ------------- | -------------- | -------------- |
| Wahlberechtigte            | Wahlberechtigte            | 90.509        | 90.509        | 90.509         | 90.509         |
| Wähler                     | Wähler                     | 52.432        | 52.432        | 52.432         | 57,9           |
| Ungültige Stimmen          | Ungültige Stimmen          | 1.013         | 1,9           | 814            | 1,6            |
| Gültige Stimmen            | Gültige Stimmen            | 51.419        | 98,1          | 51.618         | 98,4           |
| davon                      |                            |               |               |                |                |
| Heiko Kasseckert           | CDU                        | 18.822        | 36,6          | 17.673         | 34,2           |
| Robert Erkan               | GRÜNE                      | 7.403         | 14,4          | 7.727          | 15,0           |
| Jutta Straub               | SPD                        | 9.208         | 17,9          | 7.599          | 14,7           |
| Meysam Ehtemai             | AfD                        | 9.518         | 18,5          | 10.081         | 19,5           |
| Thomas Schäfer             | FDP                        | 2.673         | 5,2           | 2.572          | 5,0            |
| Emine Pektas               | Die Linke                  | 1.799         | 3,5           | 1.514          | 2,9            |
| Lahcen Ariah               | Freie Wähler               | 1.996         | 3,9           | 1.484          | 2,9            |
|                            | Tierschutzpartei           |               |               | 972            | 1,9            |
|                            | Die PARTEI                 | 489           | 0,9           |                |                |
|                            | Piraten                    | 195           | 0,4           |                |                |
|                            | ÖDP                        | 109           | 0,2           |                |                |
|                            | P. f. schulm. Verjf.       | 33            | 0,1           |                |                |
|                            | V-Partei³                  | 185           | 0,4           |                |                |
|                            | PdH                        | 83            | 0,2           |                |                |
|                            | ABG                        | 106           | 0,2           |                |                |
|                            | APPD                       | 51            | 0,1           |                |                |
|                            | Basis                      | 166           | 0,3           |                |                |
|                            | DKP                        | 79            | 0,2           |                |                |
|                            | DIE NEUE MITTE             | 40            | 0,1           |                |                |
|                            | Volt                       | 358           | 0,7           |                |                |
|                            | Klimaliste                 | 102           | 0,2           |                |                |

## Wahl 2018
| Gegenstand der Nachweisung | Gegenstand der Nachweisung | Wahlkreis- stimmen | Wahlkreis- stimmen | Landes- stimmen | Landes- stimmen |
| Kreiswahlbewerber          | Partei                     | Anzahl             | %                  | Anzahl          | %               |
| -------------------------- | -------------------------- | ------------------ | ------------------ | --------------- | --------------- |
| Wahlberechtigte            | Wahlberechtigte            | 101.270            | 100,0              | 101.270         | 100,0           |
| Wähler                     | Wähler                     | 62.840             | 62,1               | 62.840          | 62,1            |
| Ungültige Stimmen          | Ungültige Stimmen          | 1.611              | 2,6                | 1.418           | 2,3             |
| Gültige Stimmen            | Gültige Stimmen            | 61.229             | 100,0              | 61.422          | 100,0           |
| davon                      |                            |                    |                    |                 |                 |
| Heiko Kasseckert           | CDU                        | 16.972             | 27,7               | 15.292          | 24,9            |
| Jutta Straub               | SPD                        | 13.431             | 21,9               | 11.721          | 19,1            |
| Birol Avci                 | GRÜNE                      | 10.234             | 16,7               | 11.842          | 19,1            |
| Ulrike Eifler              | LINKE                      | 3.350              | 5,5                | 3.600           | 5,9             |
| Thomas Schäfer             | FDP                        | 4.641              | 7,6                | 4.625           | 7,5             |
| Walter Wissenbach          | AfD                        | 9.627              | 15,7               | 9.703           | 15,8            |
| –                          | PIRATEN                    | –                  | –                  | 234             | 0,4             |
| Bernhard Müller            | FREIE WÄHLER               | 2.106              | 3,4                | 1.689           | 2,7             |
| –                          | NPD                        | –                  | –                  | 167             | 0,3             |
| Jerry Paul                 | Die Partei                 | 852                | 1,4                | 510             | 0,8             |
| –                          | ödp                        | –                  | –                  | 215             | 0,4             |
| –                          | Die Grauen                 | –                  | –                  | 137             | 0,2             |
| –                          | BüSo                       | –                  | –                  | 15              | 0,0             |
| –                          | AD-Demokraten              | –                  | –                  | 261             | 0,4             |
| –                          | Bündnis C                  | –                  | –                  | 72              | 0,1             |
| –                          | BGE                        | –                  | –                  | 66              | 0,1             |
| –                          | Die Violetten              | –                  | –                  | 67              | 0,1             |
| –                          | LKR                        | –                  | –                  | 25              | 0,0             |
| –                          | Menschliche Welt           | –                  | –                  | 38              | 0,1             |
| –                          | Die Humanisten             | –                  | –                  | 64              | 0,1             |
| –                          | Gesundheitsforschung       | –                  | –                  | 92              | 0,1             |
| –                          | Tierschutzpartei           | –                  | –                  | 889             | 1,4             |
| –                          | V-Partei³                  | –                  | –                  | 98              | 0,2             |

Neben dem direkt gewählten Wahlkreisabgeordneten Heiko Kasseckert (CDU) wurde der AfD-Kandidat Walter Wissenbach über die Landesliste seiner Partei gewählt. FDP-Kandidat Thomas Schäfer rückte zum Jahresbeginn 2023 in den Landtag nach.

## Wahl 2013
| Gegenstand der Nachweisung | Gegenstand der Nachweisung | Wahlkreis- stimmen | Wahlkreis- stimmen | Landes- stimmen | Landes- stimmen |
| Kreiswahlbewerber/in       | Partei                     | Anzahl             | %                  | Anzahl          | %               |
| -------------------------- | -------------------------- | ------------------ | ------------------ | --------------- | --------------- |
| Wahlberechtigte            | Wahlberechtigte            | 98.372             | 100,0              | 98.372          | 100,0           |
| Wähler                     | Wähler                     | 67.570             | 68,7               | 67.570          | 68,7            |
| Ungültige Stimmen          | Ungültige Stimmen          | 2.778              | 4,1                | 2.196           | 3,2             |
| Gültige Stimmen            | Gültige Stimmen            | 64.792             | 100,0              | 65.374          | 100,0           |
| davon                      |                            |                    |                    |                 |                 |
| Heiko Kasseckert           | CDU                        | 28.112             | 43,4               | 24.573          | 37,6            |
| Sebastian Maier            | SPD                        | 22.570             | 34,8               | 19.370          | 29,6            |
| Holger Vogt                | FDP                        | 2.006              | 3,1                | 3.255           | 5,0             |
| Uwe Ringel                 | GRÜNE                      | 5.275              | 8,1                | 6.867           | 10,5            |
| Emine Pektas               | LINKE                      | 4.205              | 6,5                | 3.930           | 6,0             |
| –                          | FREIE WÄHLER               | x                  | x                  | 560             | 0,9             |
| –                          | NPD                        | x                  | x                  | 937             | 1,4             |
| –                          | REP                        | x                  | x                  | 572             | 0,9             |
| Emanuel Schach             | PIRATEN                    | 1.935              | 3,0                | 1.391           | 2,1             |
| –                          | BüSo                       | x                  | x                  | 48              | 0,1             |
| –                          | ADd                        | x                  | x                  | 169             | 0,3             |
| –                          | Die Grauen                 | x                  | x                  | 68              | 0,1             |
| –                          | AfD                        | x                  | x                  | 2.922           | 4,5             |
| –                          | AVIP                       | x                  | x                  | 65              | 0,1             |
| –                          | LUPe                       | x                  | x                  | 34              | 0,1             |
| –                          | ÖDP                        | x                  | x                  | 87              | 0,1             |
| Ursel Viktoria Beyer       | Die PARTEI                 | 689                | 1,1                | 491             | 0,8             |
| –                          | PSG                        | x                  | x                  | 35              | 0,1             |

Heiko Kasseckert zog als Gewinner des Direktmandats in den Landtag ein. Der Wahlkreis gehört zu denen mit der niedrigsten Wahlbeteiligung und zugleich höchsten Anteil an ungültigen Stimmen (4,1 %) in Hessen.

## Wahl 2009
Wahlkreisergebnis der Landtagswahl in Hessen 2009:
| Gegenstand der Nachweisung | Gegenstand der Nachweisung | Wahlkreis- stimmen | Wahlkreis- stimmen | Landes- stimmen | Landes- stimmen |
| Bewerber                   | Partei                     | Anzahl             | %                  | Anzahl          | %               |
| -------------------------- | -------------------------- | ------------------ | ------------------ | --------------- | --------------- |
| Wahlberechtigte            | Wahlberechtigte            | 96.910             | 100,0              | 96.910          | 100,0           |
| Wähler                     | Wähler                     | 54.916             | 56,7               | 54.916          | 56,7            |
| Ungültige Stimmen          | Ungültige Stimmen          | 2.175              | 4,0                | 1.933           | 3,5             |
| Gültige Stimmen            | Gültige Stimmen            | 52.741             | 100,0              | 52.983          | 100,0           |
| davon                      |                            |                    |                    |                 |                 |
| Aloys Lenz                 | CDU                        | 22.914             | 43,4               | 20.513          | 38,7            |
| Thomas Straub              | SPD                        | 13.891             | 26,3               | 11.080          | 20,9            |
| Siegmund Braun             | FDP                        | 6.183              | 11,7               | 8.739           | 16,5            |
| Heinz Hunn                 | GRÜNE                      | 5.480              | 10,4               | 7.138           | 13,5            |
| Ulrike Feistel             | LINKE                      | 2.811              | 05,3               | 3.214           | 06,1            |
| Bert-Rüdiger Förster       | REP                        | 981                | 01,9               | 729             | 01,4            |
| –                          | FW                         | –                  | –                  | 697             | 01,3            |
| Daniel Knebel              | NPD                        | 481                | 00,9               | 417             | 00,8            |
| –                          | PIRATEN                    | –                  | –                  | 316             | 00,6            |
| –                          | BüSo                       | –                  | –                  | 140             | 00,3            |

## Wahl 2008
| Gegenstand der Nachweisung | Gegenstand der Nachweisung | Wahlkreis- stimmen | Wahlkreis- stimmen | Landes- stimmen | Landes- stimmen |
| Bewerber                   | Partei                     | Anzahl             | %                  | Anzahl          | %               |
| -------------------------- | -------------------------- | ------------------ | ------------------ | --------------- | --------------- |
| Wahlberechtigte            | Wahlberechtigte            | 96.873             | 100,0              | 96.873          | 100,0           |
| Wähler                     | Wähler                     | 57.589             | 59,4               | 57.589          | 59,4            |
| Ungültige Stimmen          | Ungültige Stimmen          | 1.849              | 3,2                | 1.627           | 2,8             |
| Gültige Stimmen            | Gültige Stimmen            | 55.740             | 100,0              | 55.962          | 100,0           |
| davon                      |                            |                    |                    |                 |                 |
| Aloys Lenz                 | CDU                        | 22.821             | 40,9               | 22.119          | 39,5            |
| Jörg Mair                  | SPD                        | 19.221             | 34,5               | 18.705          | 33,4            |
| Heinz Hunn                 | GRÜNE                      | 3.667              | 06,6               | 3.903           | 07,0            |
| Holger Vogt                | FDP                        | 3.956              | 07,1               | 4.993           | 08,9            |
| Bert-Rüdiger Förster       | REP                        | 1.420              | 02,5               | 1.005           | 01,8            |
| Astrid Seibt-Behrmann      | Tierschutzpartei           | 1.041              | 01,9               | 563             | 01,0            |
| –                          | BüSo                       | –                  | –                  | 27              | 0,0             |
| –                          | PSG                        | –                  | –                  | 28              | 0,0             |
| –                          | Volksabstimmung            | –                  | –                  | 73              | 00,1            |
| –                          | GRAUE                      | –                  | –                  | 129             | 00,2            |
| Ulrike Feistel             | LINKE                      | 2.617              | 04,7               | 3.233           | 05,8            |
| –                          | Die Violetten              | –                  | –                  | 60              | 00,1            |
| –                          | FAMILIE                    | –                  | –                  | 186             | 00,3            |
| Jörg Schuschkow            | FW                         | 557                | 01,0               | 259             | 00,5            |
| Frank Ullmann              | NPD                        | 440                | 00,8               | 484             | 00,9            |
| –                          | PIRATEN                    | –                  | –                  | 157             | 00,3            |
| –                          | UB                         | –                  | –                  | 38              | 00,1            |

## Wahl 2003
| Gegenstand der Nachweisung | Gegenstand der Nachweisung | Wahlkreis- stimmen | Wahlkreis- stimmen | Landes- stimmen | Landes- stimmen |
| Bewerber                   | Partei                     | Anzahl             | %                  | Anzahl          | %               |
| -------------------------- | -------------------------- | ------------------ | ------------------ | --------------- | --------------- |
| Wahlberechtigte            | Wahlberechtigte            | 79.952             | 100,0              | 79.952          | 100,0           |
| Wähler                     | Wähler                     | 47.967             | 60,0               | 47.967          | 60,0            |
| Ungültige Stimmen          | Ungültige Stimmen          | 1.369              | 2,9                | 1.204           | 2,5             |
| Gültige Stimmen            | Gültige Stimmen            | 46.598             | 100,0              | 46.763          | 100,0           |
| davon                      |                            |                    |                    |                 |                 |
| Aloys Lenz                 | CDU                        | 23.726             | 50,9               | 22.481          | 48,1            |
| ?                          | SPD                        | 15.311             | 32,9               | 13.524          | 28,9            |
| ?                          | GRÜNE                      | 3.228              | 6,9                | 4.178           | 8,9             |
| ?                          | FDP                        | 2.519              | 5,4                | 3.717           | 7,9             |
| –                          | REP                        | –                  | –                  | 960             | 2,1             |
| ?                          | Tierschutzpartei           | 1.049              | 2,3                | 639             | 1,4             |
| –                          | DIE FRAUEN                 | –                  | –                  | 172             | 0,4             |
| –                          | PBC                        | –                  | –                  | 59              | 0,1             |
| –                          | DKP                        | –                  | –                  | 113             | 0,2             |
| –                          | ödp                        | –                  | –                  | 41              | 0,1             |
| –                          | BüSo                       | –                  | –                  | 24              | 0,1             |
| –                          | FAG Hessen                 | –                  | –                  | 356             | 0,8             |
| –                          | PSG                        | –                  | –                  | 29              | 0,1             |
| ?                          | Schill                     | 765                | 1,6                | 470             | 1,0             |

## Wahl 1999
| Gegenstand der Nachweisung | Gegenstand der Nachweisung | Wahlkreis- stimmen | Wahlkreis- stimmen | Landes- stimmen | Landes- stimmen |
| Bewerber                   | Partei                     | Anzahl             | %                  | Anzahl          | %               |
| -------------------------- | -------------------------- | ------------------ | ------------------ | --------------- | --------------- |
| Wahlberechtigte            | Wahlberechtigte            | 79.136             | 100,0              | 79.136          | 100,0           |
| Wähler                     | Wähler                     | 46.644             | 58,9               | 46.644          | 58,9            |
| Ungültige Stimmen          | Ungültige Stimmen          | 707                | 1,5                | 676             | 1,4             |
| Gültige Stimmen            | Gültige Stimmen            | 45.937             | 100,0              | 45.968          | 100,0           |
| davon                      |                            |                    |                    |                 |                 |
| Aloys Lenz                 | CDU                        | 21.738             | 47,3               | 20.642          | 44,9            |
| Ronald Battenhausen        | SPD                        | 18.055             | 39,3               | 17.423          | 37,9            |
| ?                          | GRÜNE                      | 2.383              | 5,2                | 2.881           | 6,3             |
| ?                          | F.D.P.                     | 1.255              | 2,7                | 2.188           | 4,8             |
| ?                          | REP                        | 2.379              | 5,2                | 2.109           | 4,6             |
| –                          | Die Tierschutzpartei       | –                  | –                  | 206             | 0,4             |
| –                          | DIE FRAUEN                 | –                  | –                  | 100             | 0,2             |
| –                          | PASS                       | –                  | –                  | 30              | 0,1             |
| –                          | DKP                        | –                  | –                  | 86              | 0,2             |
| –                          | BüSo                       | –                  | –                  | 6               | 0,0             |
| –                          | FWG                        | –                  | –                  | 33              | 0,1             |
| ?                          | PBC                        | 127                | 0,3                | 105             | 0,2             |
| –                          | DHP                        | –                  | –                  | 7               | 0,0             |
| –                          | NATURGESETZ                | –                  | –                  | 38              | 0,1             |
| –                          | ödp                        | –                  | –                  | 26              | 0,1             |
| –                          | NPD                        | –                  | –                  | 51              | 0,1             |
| –                          | BFB-Die Offensive          | –                  | –                  | 37              | 0,1             |

## Wahl 1995
| Gegenstand der Nachweisung | Gegenstand der Nachweisung | Wahlkreis- stimmen | Wahlkreis- stimmen | Landes- stimmen | Landes- stimmen |
| Bewerber                   | Partei                     | Anzahl             | %                  | Anzahl          | %               |
| -------------------------- | -------------------------- | ------------------ | ------------------ | --------------- | --------------- |
| Wahlberechtigte            | Wahlberechtigte            | 81.099             | 100,0              | 81.099          | 100,0           |
| Wähler                     | Wähler                     | 50.226             | 61,9               | 50.226          | 61,9            |
| Ungültige Stimmen          | Ungültige Stimmen          | 1.194              | 2,4                | 1.260           | 2,5             |
| Gültige Stimmen            | Gültige Stimmen            | 49.032             | 100,0              | 48.966          | 100,0           |
| davon                      |                            |                    |                    |                 |                 |
| Ronald Battenhausen        | SPD                        | 18.096             | 38,6               | 17.260          | 35,2            |
| Aloys Lenz                 | CDU                        | 21.573             | 44,0               | 20.634          | 42,1            |
| ?                          | GRÜNE                      | 4.559              | 9,3                | 5.248           | 10,7            |
| ?                          | F.D.P.                     | 2.087              | 4,3                | 3.140           | 6,4             |
| –                          | ÖDP                        | –                  | –                  | 83              | 0,2             |
| –                          | GRAUE                      | –                  | –                  | 196             | 0,4             |
| ?                          | REP                        | 1.907              | 3,9                | 1.669           | 3,4             |
| –                          | Solidarität                | –                  | –                  | 12              | 0,0             |
| –                          | APD                        | –                  | –                  | 137             | 0,3             |
| –                          | DKP                        | –                  | –                  | 97              | 0,2             |
| –                          | NPD                        | –                  | –                  | 73              | 0,1             |
| –                          | DHP                        | –                  | –                  | 15              | 0,0             |
| –                          | f.NEP                      | –                  | –                  | 46              | 0,1             |
| –                          | NATURGESETZ                | –                  | –                  | 86              | 0,2             |
| –                          | BFB                        | –                  | –                  | 139             | 0,3             |
| –                          | PBC                        | –                  | –                  | 47              | 0,1             |
| –                          | STATT Partei               | –                  | –                  | 84              | 0,2             |

## Wahl 1991
| Gegenstand der Nachweisung | Gegenstand der Nachweisung | Wahlkreis- stimmen | Wahlkreis- stimmen | Landes- stimmen | Landes- stimmen |
| Bewerber                   | Partei                     | Anzahl             | %                  | Anzahl          | %               |
| -------------------------- | -------------------------- | ------------------ | ------------------ | --------------- | --------------- |
| Wahlberechtigte            | Wahlberechtigte            | 81.891             | 100,0              | 81.891          | 100,0           |
| Wähler                     | Wähler                     | 53.521             | 65,4               | 53.521          | 65,4            |
| Ungültige Stimmen          | Ungültige Stimmen          | 1.313              | 2,5                | 1.182           | 2,2             |
| Gültige Stimmen            | Gültige Stimmen            | 52.208             | 100,0              | 52.339          | 100,0           |
| davon                      |                            |                    |                    |                 |                 |
| Aloys Lenz                 | CDU                        | 22.167             | 42,5               | 20.990          | 40,1            |
| Ronald Battenhausen        | SPD                        | 23.081             | 44,2               | 21.267          | 40,6            |
| ?                          | GRÜNE                      | 3.656              | 7,0                | 4.560           | 8,7             |
| ?                          | F.D.P.                     | 2.906              | 5,6                | 3.519           | 6,7             |
| –                          | REP                        | –                  | –                  | 1.381           | 2,6             |
| –                          | DIE GRAUEN                 | –                  | –                  | 369             | 0,7             |
| ?                          | ÖDP                        | 398                | 0,8                | 175             | 0,3             |
| –                          | PBC                        | –                  | –                  | 78              | 0,1             |

## Wahl 1987
|                   | Partei            | Anzahl | %     |
| ----------------- | ----------------- | ------ | ----- |
| Wahlberechtigte   | Wahlberechtigte   | 81.336 | 100,0 |
| Wähler            | Wähler            | 62.314 | 76,6  |
| Ungültige Stimmen | Ungültige Stimmen | 399    | 0,6   |
| Gültige Stimmen   | Gültige Stimmen   | 61.915 | 100,0 |
| davon             |                   |        |       |
| Hans Heimerl      | SPD               | 23.542 | 38,0  |
| Aloys Lenz        | CDU               | 32.836 | 43,6  |
| ?                 | F.D.P.            | 4.649  | 7,5   |
| ?                 | GRÜNE             | 6.271  | 10,1  |
| ?                 | DKP               | 220    | 0,4   |
| ?                 | ÖDP               | 264    | 0,4   |

## Wahl 1983
|                   | Partei            | Anzahl | %     |
| ----------------- | ----------------- | ------ | ----- |
| Wahlberechtigte   | Wahlberechtigte   | 90.685 | 100,0 |
| Wähler            | Wähler            | 64.845 | 71,5  |
| Ungültige Stimmen | Ungültige Stimmen | 366    | 0,6   |
| Gültige Stimmen   | Gültige Stimmen   | 64.479 | 100,0 |
| davon             |                   |        |       |
| Aloys Lenz        | CDU               | 25.347 | 39,3  |
| Hans Heimerl      | SPD               | 30.575 | 47,4  |
| Elmar Diez        | GRÜNE             | 3.695  | 5,7   |
| Lutz Wilfert      | F.D.P.            | 4.182  | 6,5   |
| Erich Klösters    | DKP               | 189    | 0,3   |
| Irmela Gantzer    | LD                | 211    | 0,3   |
| Carola Schumacher | DS                | 53     | 0,1   |
| Edith Vitali      | EAP               | 55     | 0,1   |
| Arnd-Heinz Marx   | AAR               | 172    | 0,3   |

## Bisherige Abgeordnete
Direkt gewählte Abgeordnete des Wahlkreises Main-Kinzig II (bis 1982, Main-Kinzig-Kreis-Südwest) waren:
| Jahr | Direktkandidat      | Partei | Erststimmen in % |
| ---- | ------------------- | ------ | ---------------- |
| 2023 | Heiko Kasseckert    | CDU    | 36,6             |
| 2018 | Heiko Kasseckert    | CDU    | 27,7             |
| 2013 | Heiko Kasseckert    | CDU    | 43,4             |
| 2009 | Aloys Lenz          | CDU    | 43,4             |
| 2008 | Aloys Lenz          | CDU    | 40,9             |
| 2003 | Aloys Lenz          | CDU    | 50,9             |
| 1999 | Aloys Lenz          | CDU    | 47,3             |
| 1995 | Aloys Lenz          | CDU    | 44,0             |
| 1991 | Ronald Battenhausen | SPD    | 44,2             |
| 1987 | Aloys Lenz          | CDU    | 43,6             |
| 1983 | Hans Heimerl        | SPD    | 47,4             |
| 1982 | Aloys Lenz          | CDU    | 46,7             |